# Jaunpur
Jaunpur là một thành phố và là nơi đặt ban đô thị (municipal board) của quận Jaunpur thuộc bang Uttar Pradesh, Ấn Độ.

## Địa lý
Jaunpur có vị trí 25°44′B 82°41′Đ / 25,73°B 82,68°Đ Nó có độ cao trung bình là 82 mét (269 feet).

## Nhân khẩu
Theo điều tra dân số năm 2001 của Ấn Độ, Jaunpur có dân số 159.996 người. Phái nam chiếm 53% tổng số dân và phái nữ chiếm 47%. Jaunpur có tỷ lệ 65% biết đọc biết viết, cao hơn tỷ lệ trung bình toàn quốc là 59,5%: tỷ lệ cho phái nam là 71%, và tỷ lệ cho phái nữ là 58%. Tại Jaunpur, 14% dân số nhỏ hơn 6 tuổi.